# 钦瓦特桥
钦瓦特桥（阿維斯陀語：Cinvatô Peretûm）意譯裁判之桥、審判之橋或束状桥，或报答者之桥 ，是琐罗亚斯德教中将生界与死界分离的筛选之橋。在某些中文文献中又译“离渡之桥”或“天桥”。在人死后，灵魂必须通过这座由两只四眼犬守卫的桥。与其相似的是在印度教神话中，地狱之主閻摩与他的两只四眼犬守卫着地狱之门。
桥的外观取决于审判者的天则。《班达希申》中有这样的记载，当被鉴定为邪恶的灵魂后，桥就会变窄，恶魔維薩利什（Vizaresh）现身并将邪恶的灵魂拖入谎言之屋（druj-demana），一处类似地獄的，永远充满着惩罚和痛苦的场所。 如果被鉴定为善良的灵魂，则桥会变得足够宽，代表天启的圣灵达埃娜将会现身并引导善良的灵魂进入乐曲之屋。成功过桥的灵魂将团结在主神阿胡拉·馬茲達之下。通常，钦瓦特桥被认为如同彩虹或银河系一样，正如科内利斯·蒂勒教授《宗教史》中所描述。然而，其他学者，如查尔斯·弗朗西斯·基尔里和费迪南德·尤斯梯并不认同这种解释，他们所引用对钦瓦特桥的描述是直线向上的而非曲线。
代表服从的斯劳莎、代表誓约的密特拉和代表正义的拉什努被认为是钦瓦特桥的三位守护神。在西方文献中，Chinvat有诸如Chinwad、Cinvat、Chinvar或Chinavat等不同的写法。钦瓦特桥的概念也与伊斯兰教中的绥拉特桥相似。

## 经文中的记载
在经书《阿维斯塔》第二卷《亞斯納》的第46章第10节提及了钦瓦特桥：
| 呵，马兹达·阿胡拉！ 但愿使你认为的世间美好事物得以是实现的善男或信女，能得到【永恒】天国的恩赐，以作为对他（她）行善的报偿！ 我与所有礼赞你的人们一起将顺利通过钦瓦特桥！ |

在第四卷《萬迪達德》中也有对钦瓦特桥的描述。因无正式的中文译文，此处不再赘述。

## 文学中的描述
季米特里斯·利亚科斯《失落之痛》（Poena Damni）三部曲之二《與橋上的人一起》中提到了钦瓦特桥。在书中，桥梁作为临时演出的一部分，也作为一种叙事元素，连接着活人的世界和死者的世界。
美国诗人查尔斯·奥尔森在他的史诗作品《马克西姆斯诗篇》（The Maximus Poems）中引述了钦瓦特桥。

## 视觉文化中的体现

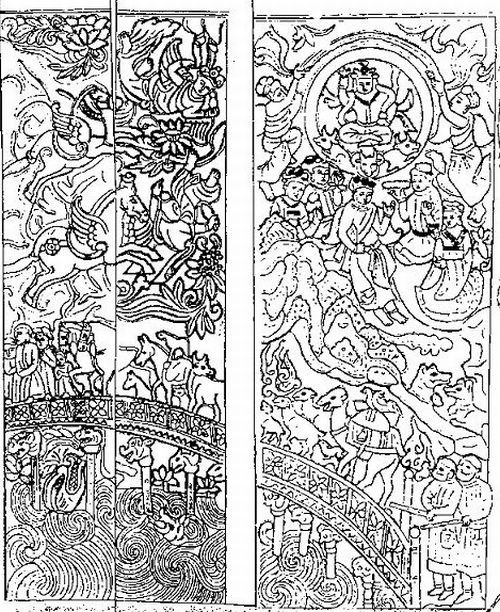
史君墓石堂東壁雕繪的欽瓦特橋

在中世纪早期粟特葬具中的桥梁形象已确定为钦瓦特桥。其中最著名的是在西安发掘的北周凉州萨保史君墓石堂（石槨）东壁的钦瓦特桥。另外一个残片出现在美秀美术馆的粟特葬具中。